# Pseudomesauletes ibis
Pseudomesauletes ibis là một loài bọ cánh cứng trong họ Rhynchitidae. Loài này được Wickham miêu tả khoa học năm 1912.